# Голица
Голица (болг. Голица) — село в Болгарии. Находится в Варненской области, входит в общину Долни-Чифлик. Население составляет 589 человек.

## Политическая ситуация
В местном кметстве Голица, в состав которого входит Голица, должность кмета (старосты) исполняет Добрин Димитров Златев (коалиция в составе 3 партий: ВМРО — Болгарское национальное движение, Союз демократических сил (СДС), Политическое движение социал-демократов (ПДСД)) по результатам выборов.
Кмет (мэр) общины Долни-Чифлик — Борислав Николаев Натов (независимый) по результатам выборов.